# خنشع الشجر

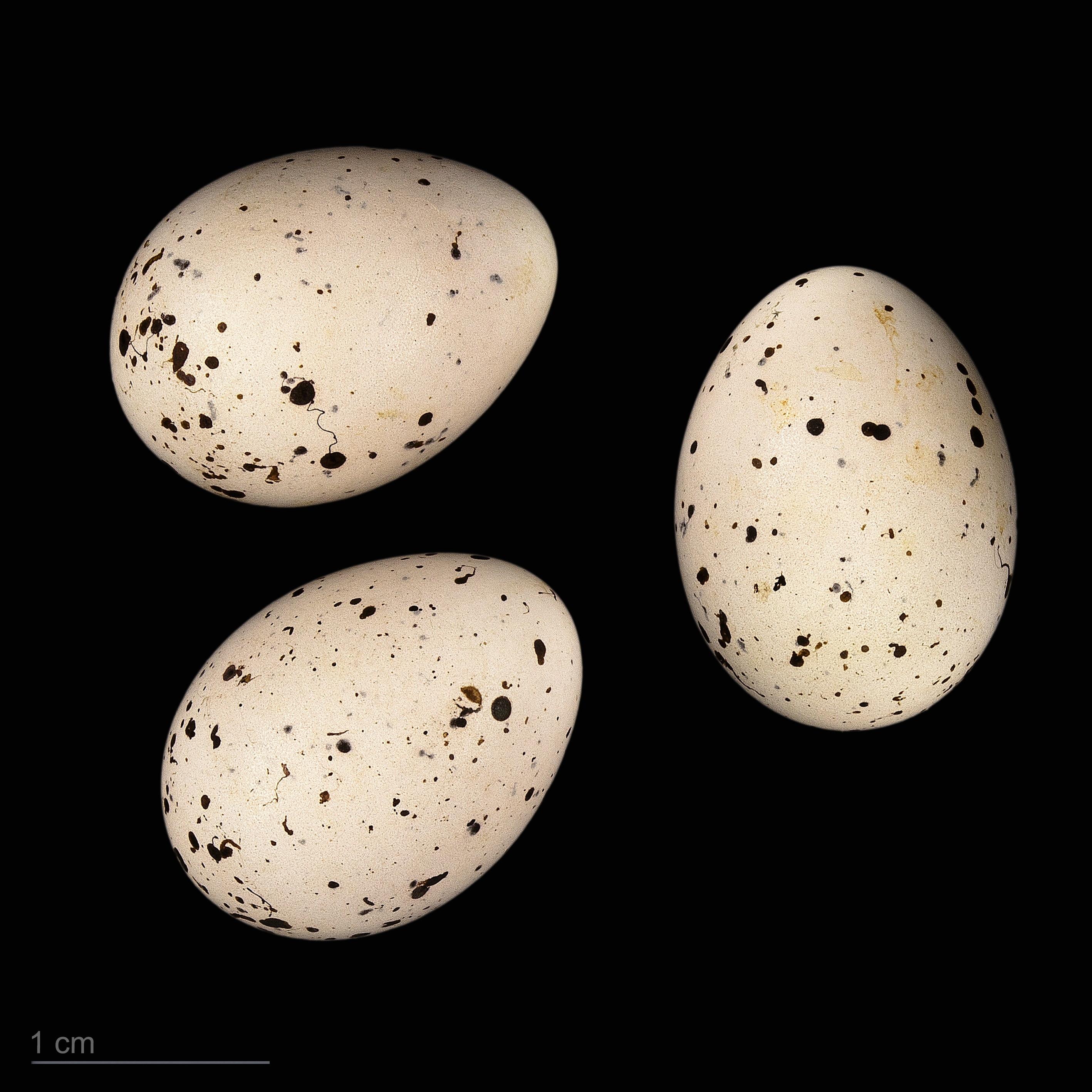
بيض خنشع الشجر

خشع الشجر ويسمى أيضا هازجة الشجر (الاسم العلمي: Hippolais languida) (بالإنجليزية: Upcher's Warbler)‏، هو طائر ينتمي إلى (فصيلة: Acrocephalidae).